# 에그 (2007년 영화)
에그(튀르키예어: Yumurta, 영어: Egg)는 튀르키예에서 제작된 세미흐 카플라놀루 감독의 2007년 영화이다. 네자트 이슐레르와 사데트 악소이 등이 주연으로 출연했다.

## 출연

### 주연
- 네자트 이슐레르
- 사데트 악소이

### 조연
- 우푸크 바이락타르
- 튈린 외젠

## 제작진
- Ass-PD: 리레테 보타시